# Чекан (Увинський район)
Чека́н (рос. Чекан) — село у складі Увинського району Удмуртії, Росія.

## Населення
Населення — 487 осіб (2010; 544 в 2002).
Національний склад станом на 2002 рік:
- росіяни — 56 %
- удмурти — 44 %

## Урбаноніми[3]
- вулиці — Вишнева, Зарічна, Молодіжна, Нагірна, Польова, Соснова, Урожайна, Центральна